# はましん
はましんは、日本の漫画家、イラストレーター。

## 作品リスト

### 連載
- ネクロマンシア（『月刊ガンガンWING』、スクウェア・エニックス、全5巻）
- 花みちおとめ（『ガンガンONLINE』2010年11月25日 - 2011年11月24日、スクウェア・エニックス、全2巻）
- VRMMOはウサギマフラーとともに。（原作：冬原パトラ、『ガンガンONLINE』アプリ版 2021年8月17日[1] - 、スクウェア・エニックス、既刊2巻） - コミカライズ[2]

### イラスト
- 「自由」（ガンガンONLINE2009年11月26日）
- VRMMOはウサギマフラーとともに。（冬原パトラ著、HJノベルス）